# Finta Gerő
Finta Gerő (Tordatúr, 1889. december 31. – Budapest, 1981. július 5.) magyar költő, műfordító.

## Életútja
A Bethlen-kollégiumban érettségizett, a budapesti egyetemen jogi és bölcsészeti tanulmányokat folytatott, majd Kolozsvárt tanári oklevelet szerzett. 1915-től a székelyudvarhelyi, 1928-tól a kolozsvári református kollégium tanára, 1941-től a nagyváradi református leánygimnázium igazgatója. 1945-ben áttelepült Magyarországra. A két világháború közt tagja volt a Kemény Zsigmond Társaságnak és az Erdélyi Irodalmi Társaságnak. Költeményei, műfordításai, kritikai írásai a Cimbora, Erdélyi Szemle, Tanítók Lapja, Vasárnapi Újság hasábjain jelentek meg, a Pásztortűz állandó munkatársa.
Költői indulása az első világháború idejére esett, az 1920-as években sűrűn közölt, versei jelentek meg Erdélyi költők : gyűjtemény erdélyi lírikusok műveiből : 1918-1924 c. gyűjteményes kötetben. Az 1930-as években egyre ritkábban szólalt meg, s többnyire műfordításokkal jelentkezett. Első önálló verskötete (A fák. Székelyudvarhely, 1923) két ihletforrásból táplálkozott: szerelmi lírájának visszafogott hangja remegő vágyakozást sugároz, természetrajongása Áprily Lajossal rokonítja. Második kötetén (Pacsirtaszó. Kolozsvár, 1927) eluralkodott a tépelődés. Társtalanságában úgy érzi, mintha népének végzete benne teljesedne ki (Erdély porondjára bukott gladiátor, Kuruc kesergő Majtény után). A hangütés arisztokratizmusa Ady-hatást sejtet, a szónokiasság, programszerűség csökkenti a művészi kifejezés hitelét. Több verse lengyel fordításban is megjelent.
Mihai Eminescu költészetének jeles tolmácsolója. Eminescu költeményeiből (Kolozsvár, 1939) c. kötete 35 verset tartalmaz, benne nagy gondot fordított a szöveghűségre, legsikerültebb a dalszerű és rövid költemények átültetése. Octavian Goga több versét, Mihai Sadoveanu és Brătescu-Voinești elbeszéléseit fordította magyarra. Irodalomtörténeti munkája: Berzsenyi Dániel és költészete szemelvényekkel (Hasznos Könyvtár 12. Brassó, 1936).
Fia, Finta József (1935–2024) Kossuth-díjas építészmérnök, az MTA és az MMA tagja.